# Ente Bacini
Ente Bacini S.r.l. (Società a responsabilità limitata - Société à responsabilité limitée) est une société à capitaux mixtes publics et privés qui opère dans le port de Gênes et dont la fonction est de soutenir et de servir les nombreuses entreprises opérant dans le secteur de la construction et de la réparation navales. 
Ente Bacini S.r.l. est détenue à 95 % par Riparazioni Navali Porto di Genova S.p.a. et à 5 % par Riparatori Navali Genovesi S.r.l., qui détient à son tour 24 % de Riparazioni Navali Porto di Genova S.p.A. (Società per azioni - Société par actions), dont l'actionnaire majoritaire est l'Autorité portuaire de Gênes avec 56 % des parts, tandis que les 14,60 % restants sont détenus par la coopérative Santa Barbara. La valeur du capital social entièrement libéré, apporté à la société par les actionnaires, s'élève à 300 000 euros.

## Histoire
La société a été fondée le 28 décembre 1889 sous le nom de "Società Esercizio Bacini". Erasmo Piaggio était également administrateur délégué de la société Navigazione Generale Italiana, née en 1881 de la fusion des flottes Rubattino e Florio et renforcée par les flottes Raggio e Piaggio. Sous sa direction, la société prenait pied dans le commerce international avec plus de quatre-vingts navires. Piaggio s'occupe de la modernisation avec des constructions conçues pour répondre aux besoins de plus en plus exigeants de ses clients dans les ateliers mécaniques annexés et en 1898, afin d'absorber la plupart des commandes de la grande compagnie maritime, elle crée un chantier naval à Riva Trigoso, près de Sestri Levante, construit par la Società Esercizio Bacini.
En 1925, à l'initiative d'Amedeo et de Carlo Piaggio, héritiers d'Erasmo Piaggio, en accord avec l'amiral Umberto Cagni, alors président du Consortium qui gérait les cales sèches de Gênes et le chantier naval de Riva Trigoso (Cantiere navale di Riva Trigoso), la gestion du chantier naval et des ateliers mécaniques est séparée du service du chantier naval, qui est confié à la nouvelle Ente Bacini di Genova, le chantier naval limitant ses activités à la construction et à la réparation de navires et de machines et le chantier naval de Gênes à la réparation et à l'armement des navires. De cette restructuration naît la société Cantieri del Tirreno qui, avec la société Cantieri Navali Riuniti, elle-même composée des chantiers navals de Palerme et d'Ancône, toujours contrôlée par la famille Piaggio, deviendra le seul groupe privé du secteur de la construction navale jusqu'au début des années 1970.

### Les Officine Meccaniche
Depuis la séparation des Officine de l'Ente Bacini, les Officine Meccaniche ont travaillé en synergie avec l'usine de Riva Trigoso, les navires lancés à Riva Trigoso étant équipés et effectuant des essais de pré-livraison dans l'usine de Gênes.
Parmi les travaux réalisés au cours de la période précédant immédiatement la Seconde Guerre mondiale figure la conversion/reconstruction pour la Regia Marina du cuirassé Giulio Cesare entre 1933 et 1937.
Dans la période d'après-guerre, dans la première moitié des années 1950, a lieu la transformation du croiseur léger Pompeo Magno en destroyer pour la Marina Militare (Marine militaire italienne), rebaptisé San Giorgio à la fin des travaux avec l'insigne optique D 562, et l'armement final des navires construits au chantier naval Riva Trigoso qui, au tournant des années 1950 et 1960, reçoit de nombreuses commandes de la Marina Militare.
En 1966, les Officine Allestimenti Riparazioni Navali font partie de la société Cantieri Navali del Tirreno e Riuniti, née de la fusion des deux principaux centres de construction navale du groupe Piaggio, une société qui passe sous le contrôle de l'Istituto per la Ricostruzione Industriale (IRI - Institut de reconstruction industrielle) en 1973, puis fait partie de Fincantieri en 1984.

## Activités
Ente Bacini gère, dans le cadre d'une concession de l'autorité portuaire de Gênes, les installations composées de cinq cales sèches en maçonnerie où sont effectuées les réparations de navires de tous types, qu'il s'agisse de navires de croisière, de ferries de passagers, de pétroliers, de porte-conteneurs, de pontons, de barges ou de méga-yachts.
Les installations opérationnelles se composent essentiellement de cinq quais en maçonnerie :
- La forme de radoub n° 1, mise en service en 1893, mesure 170 m de long, 24,30 m de large et 7,6 m de profondeur et peut accueillir des navires jusqu'à 20 000 tonnes.
- Le forme de radoub n° 2, mis en service en 1892, mesure 108/68 m de long, 16 m de large et 6,6 m de profondeur et est divisé en deux sections. La section extérieure, longue de 108 mètres, peut accueillir des navires jusqu'à 7 000 tonnes, tandis que la section intérieure, longue de 68 mètres, est la seule en Italie à disposer d'un toit climatisé et est donc idéale pour accueillir de grands yachts et effectuer des travaux en toutes saisons.
- La forme de radoub n° 3, mise en service en 1928, mesure 200 m de long, 30 m de large et 9,03 m de profondeur et peut accueillir des navires jusqu'à 30 000 tonnes. Les premiers travaux réalisés dans la darse ont été ceux relatifs à l'achèvement de la construction du Rex, le plus grand paquebot transatlantique italien. Le bassin est utilisé par Fincantieri pour les travaux sur les navires de guerre lorsque les docks de Muggiano à La Spezia sont occupés[3].
- La forme de radoub n° 4, mise en service en 1937, mesure 267 m de long, 40 m de large et 11,4 m de profondeur. Elle peut accueillir des navires de 100 000 tonnes.
- La forme de radoub n° 5, mise en service en 1962, a une longueur de 249 m, une largeur de 38 m et une profondeur de 8,90 m et peut accueillir des navires de 80 000 tonnes maximum.

La surface occupée par les cales sèches est d'environ 100 000 m² et comprend également environ 1 500 mètres de quais avec toutes les installations nécessaires. Les cales sèches sont équipées de stations de pompage à haute puissance qui permettent de les vider rapidement, de grues électriques de différentes capacités allant jusqu'à 40 tonnes et glissant le long des quais, de treuils d'amarrage, de systèmes de distribution d'eau douce et d'eau salée, d'air comprimé, de systèmes d'éclairage à l'intérieur des réservoirs et d'électricité.

## Note
1. ↑  « Proprietà » consulté 
 le 14 février 2017 sur le site www.entebacinigenova.it
2. ↑  « Autorità Portuale di Genova - Ente Bacini », 14 février 2017
3. ↑  Riparazioni Navali, Fincantieri si allarga su Genova